# Mike Halder
Mike Halder (5 de febrero de 1996) es un piloto de automovilismo alemán, reconocido por su participación en diversas competiciones de TCR. Junto a su hermana pilota Michelle Halder, ha competido en campeonatos como el ADAC TCR Germany, el TCR Europeo o el TCR Spain, donde se proclamó campeón en 2021.

## Trayectoria

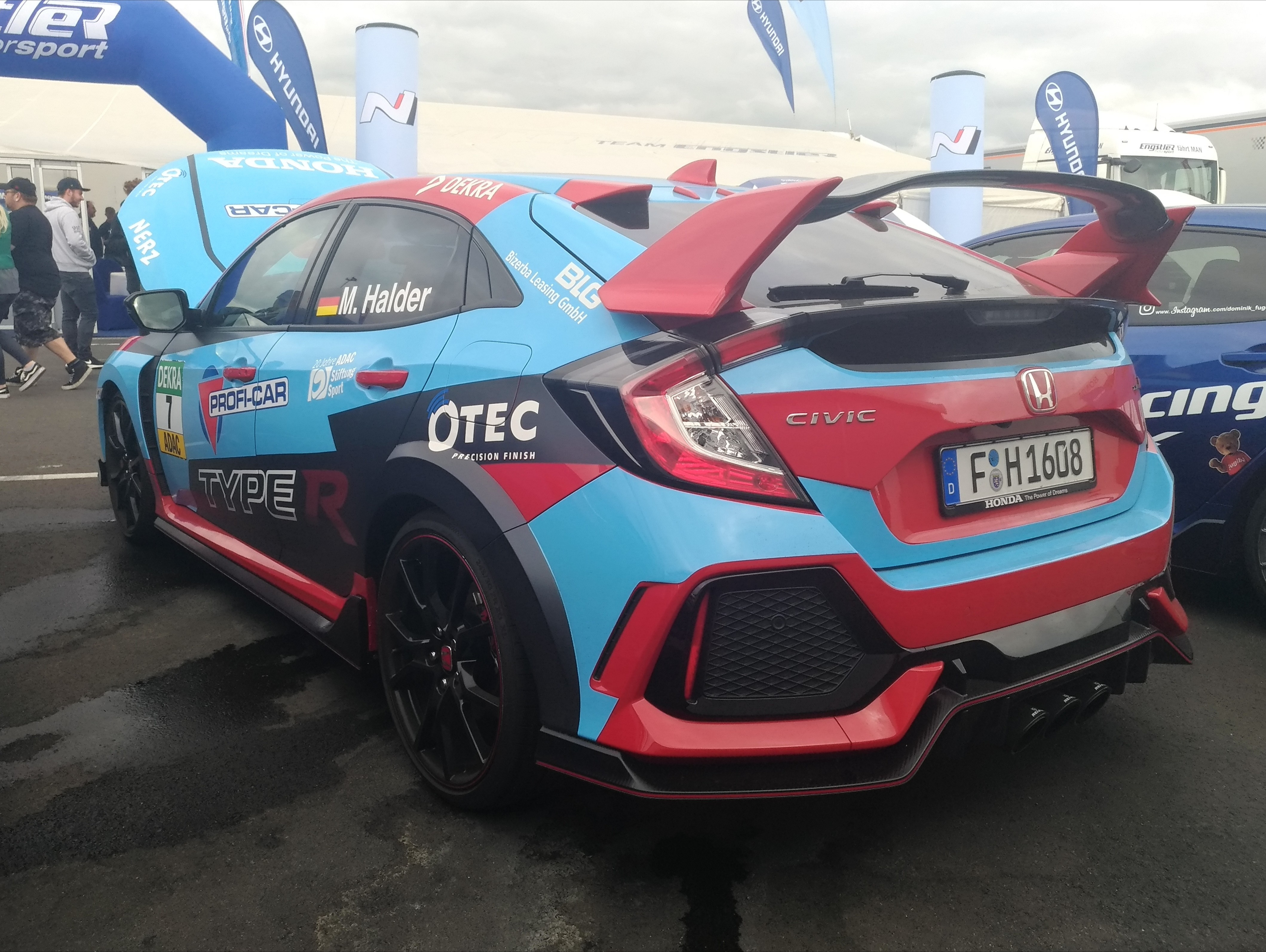
TCR de Mike Halder en el paddock en 2018

Mike empezó en el karting a la edad de 5 años, empezando a participar en campeonatos de referencia entre 2009 y 2013, donde destacó su victoria de la IAME International Final - X30 en 2013. En 2014 se inició en el automovilismo profesional, participando en la Porsche Carrera Cup alemana, repitiendo al año siguiente aunque sin disputar esta vez toda la temporada, en 2016 empieza su relación con los TCR, al inscribirse en la primera temporada del ADAC TCR alemán con un Volkswagen Golf TCR del Engstler Motorsport, aquí consigue sus tres primeros podios que le ayudan a finalizar sexto, y al año siguiente dobla esa cifra con un SEAT León TCR del Wolf-Power Racing, aunque sin ninguna victoria, para terminar subcampeón. participó en este campeonato de forma completa durante dos años más, cambiándose esta vez a un Honda Civic Type R del Honda ADAC Sachsen. Con él logra sus tres primeras victorias en 2018, terminando cuarto en el campeonato, y en 2019 logra dos victorias más, volviendo a ser cuarto en la clasificación final. En 2019 participaría también en las VLN.
En 2020 se centró en competir en el TCR Europe Touring Car Series con su escudería tras abandonar la serie alemana durante la segunda ronda en Nürburgring tras su descalificación por irregularidades en el parque cerrado. Siguiendo con el Honda Civic, logró dos victorias y finalizó cuarto a dos puntos del tercer puestos. También participó en una ronda del TCR Ibérico. En 2021 se apunta al nuevo TCR Spain, donde pese a tener menos experiencia en los circuitos españoles que otros pilotos presentes, Mike arrasa y vence llevándose la mitad de las carreras y terminando en el podio en casi todas ellas. Tras su triunfo vuelve a participar durante 2022 en el TCR Europeo, donde termina octavo logrando una victoria en Norisring, y se cambia a la escudería TPR Motorsport para participar en el TCR Dinamarca donde es subcampeón tras ganar un tercio de las carreras totales. Halder se marca como reto el vencer este campeonato, aunque no lo logra y vuelve a ser subcampeón en 2023 con un Audi RS3 LMS TCR y en 2024 con un Honda Civic FL5. Con este coche participaría en la última ronda de dicho año del TCR Spain, para preparar su asalto al campeonato durante 2025 e intentar repetir en él su logro de 2021.

## Halder Motorsport

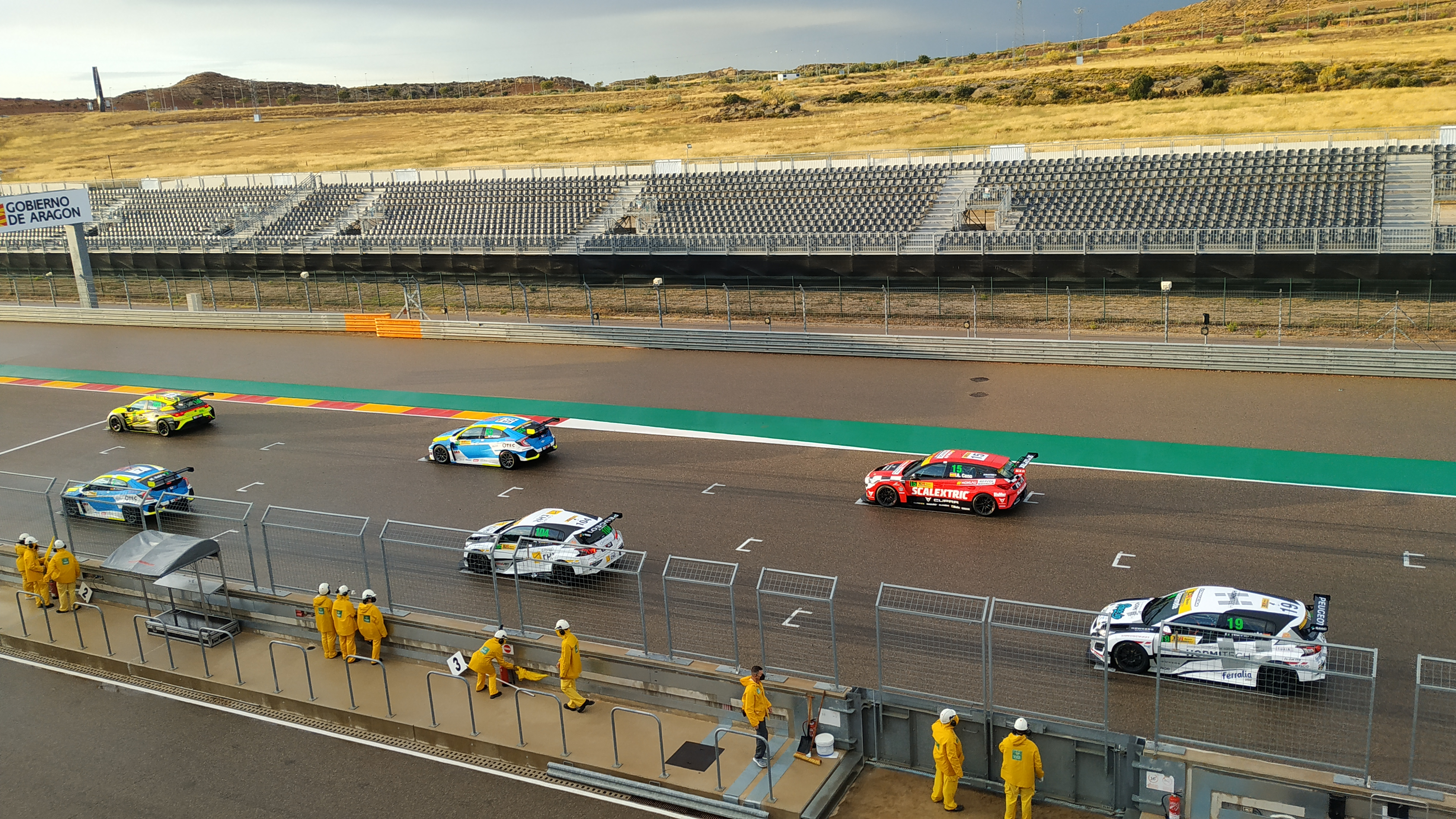
Los dos hermanos (coches azules) en el TCR Spain 2021

El Halder Motorsport (también ha competido bajo el nombre Profi Car Team Halder) es la escudería de TCR con base en Meßkirch, Alemania, propiedad de los hermanos Mike y Michelle Halder. El equipo debutó en el Campeonato Alemán de Turismos ADAC TCR 2018 con la ayuda de Fugel Sport y el apoyo de Profi-Car, y alinearon un CUPRA León TCR para Michelle y un Honda Civic Type R TCR (FK2) para Marcel Fugel. El mejor resultado del equipo durante esta temporada fueron dos segundos puestos. En la clasificación de escuderías terminaron octavo. Para la temporada siguiente, el equipo inscribió un Honda Civic Type R TCR (FK8) para Halder, mientras que Marcel Fugel participó con el Civic más antiguo en eventos sueltos como piloto invitado.
Para 2020, fue Mike quien se unió a Michelle, proveniente del equipo Profi-Car Team Honda ADAC Sachsen. Tras su retirada del Campeonato Alemán ADAC TCR, los hermanos se pasaron a la TCR Europeo, compitiendo de nuevo bajo el estandarte del Profi Car Team Halder con sus dos Honda Civic Type R TCR (FK8). Esta temporada Michelle conseguiría su primera victoria, convirtiéndose en la primera mujer en lograrlo. La escudería terminaría cuarta en el campeonato. En 2021 lograrían su mayor logro, al vencer Mike el TCR Spain, terminar tercera Michelle logrando dos victorias, y venciendo el Trofeo de Equipos com amplio margen sobre el resto de participantes. En 2022 se sumaría al equipo el británico Jack Young, para volver a disputar el TCR Europeo, volviendo a terminar cuartos en el campeonato de escuderías. A posteriori la escudería ha seguido representando a los hermanos en el Campeonato de Resistencia de Nürburgring.

## Resultados

### TCR Europe Touring Car Series
(Clave) (negrita indica pole position) (cursiva indica vuelta rápida)

| Año  | Equipo                       | Auto                         | 1   | 2   | 3   | 4   | 5    | 6   | 7   | 8   | 9   | 10  | 11  | 12  | 13  | 14  | Pos. | Pts. |
| ---- | ---------------------------- | ---------------------------- | --- | --- | --- | --- | ---- | --- | --- | --- | --- | --- | --- | --- | --- | --- | ---- | ---- |
| 2018 |                              |                              | LEC | LEC | ZAN | ZAN | SPA  | SPA | HUN | HUN | ASS | ASS | MON | MON | CAT | CAT | 18°  | 25   |
| 2018 | Hell Energy Racing with KCMG | Honda Civic Type-R TCR (FK7) |     |     |     |     |      |     |     |     |     |     |     |     | Ret | 1   | 18°  | 25   |
| 2020 |                              |                              | LEC | LEC | ZOL | ZOL | MON  | MON | CAT | CAT | SPA | SPA | JAR | JAR |     |     | 17°  | 66   |
| 2020 | Profi-Car Team Halder        | Honda Civic Type-R TCR (FK8) | 10  | 1   | 25  | 4   | 18†9 | Ret | 12  | 4   | 38  | 10  | Ret | Ret |     |     | 17°  | 66   |
| 2022 |                              |                              | POR | POR | LEC | LEC | SPA  | SPA | NOR | NOR | NÜR | NÜR | MON | MON | CAT | CAT | 8°   | 228  |
| 2022 | Profi-Car Team Halder        | Honda Civic Type-R TCR (FK8) | 2   | 9   | 10  | Ret | 13   | 13  | 1   | 7   |     |     | 3   | 12  | 10  | 4   | 8°   | 228  |

### TCR Spain
| Temporada | Escudería         | Rondas | Rondas | Rondas | Rondas | Rondas | Rondas | Rondas | Rondas | Rondas | Rondas | Rondas | Rondas | Rondas | Rondas | Rondas | Pos. | Pts. |
| --------- | ----------------- | ------ | ------ | ------ | ------ | ------ | ------ | ------ | ------ | ------ | ------ | ------ | ------ | ------ | ------ | ------ | ---- | ---- |
| 2021      | Halder Motorsport | NAV    | NAV    | NAV    | JAR    | JAR    | JAR    | ARA    | ARA    | ARA    | CRT    | CRT    | CRT    | CAT    | CAT    | CAT    | 1.º  | 528  |
| 2021      | Halder Motorsport | 1      | 2      | 1      | 1      | 3      | 1      | 1      | 1      | 1      | 1      | 2      | 5      | 2      | 2      | 4      | 1.º  | 528  |
| 2024      | TPR Motorsport    | JAR    | JAR    | EST    | EST    | CRT    | CRT    | CAT    | CAT    |        |        |        |        |        |        |        | 8.º  | 90   |
| 2024      | TPR Motorsport    |        |        |        |        |        |        | 1      | 1      |        |        |        |        |        |        |        | 8.º  | 90   |